# 트랜스포머 갤럭시 포스
트랜스포머 갤럭시 포스(Transformers: Galaxy Force, トランスフォーマー ギャラクシーフォース) 또는 트랜스포머: 사이버트론(Transformers: Cybertron)은 2005년 1월 8일에 데뷔한 일본의 애니메이션 시리즈이다. 이 작품은 트랜스포머 세계관을 배경으로 한다. TV 아이치, 위브, 도큐 에이전시가 제작하고 애니메이션은 곤조가 제작한 이 시리즈는 카쿠도 히로유키와 오노 마나부가 감독을 맡고, 마사키 히로가 시리즈 구성을 담당하고, 쿠마젠 다카시가 캐릭터 디자인을 맡고, 오와 미츠루가 메카닉 및 소품 디자이너를 맡고, 작곡은 오오하시 메구미. 해당 장난감 라인이 시리즈와 함께 출시되었다.
이 시리즈는 해즈브로가 이전 두 시리즈인 초 로봇 생명체 트랜스포머 마이크론 전설(아마다, Transformers: Armada)과 트랜스포머 에너존(Transformers: Energon)으로 구성된 3부작의 마지막 편으로 구상했다. 그러나 일본 제작사는 이러한 의도를 따르지 않았으며 시리즈를 이전 쇼와 연결되지 않은 독립적인 이야기로 대본을 작성했다. 영어 더빙은 대화 변경 및 새로운 애니메이션의 작은 부분을 포함하여 아마다 및 에너존으로 다시 연결되도록 시리즈를 부분적으로 수정했다. 시리즈에서 스크루지의 목소리를 맡은 트레버 데발(Trevor Devall)은 이전 성우 데이비드 케이가 돌아오기 전 영어 더빙의 초기 에피소드에서 메가트론의 목소리를 맡아 쇼의 전임자의 역할을 되살렸다. 다른 성우로는 옵티머스 프라임 역할을 맡은 게리 초크, 졸트와 젯파이어의 목소리를 맡은 브라이언 드러먼드(스콧 맥닐 대체), 핫 스팟의 목소리를 맡은 커비 모로(브렌트 밀러를 대체), 오버홀의 목소리를 맡은 폴 돕슨(에피소드 1 ~ 16) 및 랜드마인(워드 페리 대체), 스콧 맥닐이 스날(Snarl) 및 백스톱(Backstop)의 목소리로, 브라이언 돕슨이 레드 얼럿의 역할을 다시 맡았고, 리처드 뉴먼이 벡터 프라임의 목소리로, 마이클 돕슨이 스타스크림으로 돌아왔고, 테드 콜이 보이스 오브 사이드웨이즈(Voice of Sideways, 폴 돕슨 대체), 피터 키라니스가 윙 세이버의 목소리 (콜린 머독 대체), 리사 앤 벨리가 오버라이드의 목소리를 맡았다.
애니메이션에서 모든 트랜스포머는 컴퓨터로 생성되는 반면 인간과 배경은 전통적인 셀 애니메이션으로 렌더링된다. TMS 엔터테인먼트가 배경 작업을 도왔다. 트랜스포머 고!(Transformers Go!)가 출시될 때까지 일본에서 제작된 트랜스포머 프랜차이즈의 마지막 시리즈였다. (2013년 기준)